# Parelasmopus albidus
Parelasmopus albidus is een vlokreeftensoort uit de familie van de Maeridae. De wetenschappelijke naam van de soort is voor het eerst geldig gepubliceerd in 1852 door Dana.